# Éber Antal
Éber Antal, született Ellenberger Henrik (Pest, 1872. május 6. – Budapest, Józsefváros, 1950. június 4.) közgazdasági író, politikus. Testvérei Éber Ernő (1874–1968) agronómus és  Éber László (1871–1935) művészettörténész.

## Életrajza
Éber (Ellenberger) Károly kereskedő és Sonnenberg Ilona fiaként született. A Kegyes-tanítórendek Budapesti Főgimnáziumában érettségizett (1889). A Budapesti Tudományegyetemen szerzett jogtudományi doktorátust, majd ügyvédi vizsgát tett. A Magyar Országos Központi Takarékpénztárnál kezdte pályáját. 1899-ben a Magyar Agrár- és Járadékbank osztályvezetője lett. 1902-től ügyvédi gyakorlatot folytatott. 1904-ben a Magyar Telepítő- és Parcellázóbank vezérigazgatója lett. A két utóbbi bank egyesülésétől, 1917-től a Magyar Agrár- és Járadékbank vezérigazgatója volt. 1906-tól függetlenségi programmal országgyűlési képviselő. 1919. július 12. és augusztus 12. között a Szegedi nemzeti kormány pénzügyi biztosa volt. 1920-ban a Magyar Agrár- és Járadékbank beleolvadt a Magyar–Olasz Bankba, melynek ettől kezdve 1932-ig vezérigazgatója, majd elnöke lett. 1930-ban a Budapesti Kereskedelmi és Iparkamara elnökévé választották. 1926-tól 1948-ig a Magyar Közgazdasági Társaság elnöke. Szerkesztette a Magyar Közgazdaság című folyóiratot. Cikkeket írt a Közgazdasági Szemlébe és napilapokba is. 1931-től 1939-ig ismét országgyűlési képviselő volt szinte végig függetlenként, mivel 1931 szeptemberében szabadkereskedelmi gazdaságpolitikai álláspontja miatt kilépett az Egységes Pártból és más frakcióhoz nem csatlakozott. Passuth László író anyai nagybátyja volt.
Házastársa Dobránszky Vilma Erzsébet volt, akivel 1901. március 28-án Budapesten, a Józsefvárosban kötött házasságot.

## Művei
- Széchenyi gazdaságpolitikája (Budapest, 1940)
- A magyar nemzeti tőke alakulása 1924-1929-ben.
- Mikép gazdagodhatunk ingyen? (Budapest, 1947)
- Iparunk száz évvel ezelőtt. El. 1940. okt. 16.,
- Mire tanít Széchenyi, (Szegedi Városi Nyomda, 1941)
- Emlékirat a közgazdasági politikánk irányelveiről (Budapest, 1932)
- Szabadkereskedelem és protekcionizmus (Budapest, 1938)